# Эффект «буба — кики»

Рисунок из теста «Буба-кики». Большинство участников эксперимента называло левую фигуру «кики», а правую — «буба»

Эффе́кт «буба — кики» — соответствие, которое человеческий разум устанавливает между звуковым образом слова и геометрической формой объекта; пример синестезии звука и формы.
Данный эффект был открыт немецко-американским психологом Вольфгангом Кёлером в 1929 году в результате эксперимента, проведенного на острове Тенерифе. Кёлер показывал участникам две фигуры, округлую и остроугольную, и предлагал определить, какая из них называется «такете», а какая — «балуба». Эксперимент подтвердил предположение Кёлера — большинство людей назвали округлую фигуру «балуба», а остроугольную — «такете».
В 2001 году неврологи Вилейанур Рамачандран и Эдвард Хаббард повторили эксперимент Кёлера в США (английский язык) и в Индии (тамильский язык), заменив названия фигур на «кики» и «буба». Вопрос звучал так: «Какая из представленных фигур — „буба“ и какая — „кики“?» 95 % опрошенных назвали «бубой» округлую фигуру, а «кики» — остроугольную. Таким образом, гипотеза о том, что человек присваивает абстрактные значения фигурам и звукам одинаковым образом, подтвердилась. Работа канадского учёного Дафны Маурер и её коллег показала, что даже 2-летние дети, которые не умеют читать, точно так же выводят значение слова из его звуковой оболочки и приписывают его фигуре в соответствии с её формой.
Рамачандран и Хаббард полагают, что эффект «буба — кики» демонстрирует, что названия объектов в языке отнюдь не произвольны. Округлую фигуру большинство назовёт «бубой», потому что для того, чтобы произнести это слово, необходимо вытянуть губы в трубочку. Для того, чтобы произнести «кики», необходимо «скривить» губы. К тому же, производство звука [к] требует гораздо больше усилий, чем звука [б]. Наблюдаемая синестезия звука и геометрической формы подтверждает основной тезис фоносемантики — фонемы могут нести смысл сами по себе.